# Crawl (Chris Brown)
Crawl è un singolo del cantante statunitense Chris Brown, il secondo estratto dall'album in studio Graffiti e pubblicato il 21 ottobre 2009.

## La canzone
Crawl' è stato scritto da Nasri, Adam Messinger e Luke James, mentre la produzione è stata affidata al team The Messengers.
Il brano è una ballata che il cantante dedica alla cantante Rihanna, dove si riferisce al noto fatto avvenuto tra i due, chiedendo perdono.

## Video musicale
Il videoclip prodotto per Crawl è stato diretto da Joseph Kahn, che aveva lavorato con Brown anche per i video di I Can Transform Ya e Forever, ed è stato trasmesso per la prima volta il 13 novembre 2009. Nel video compare anche la cantante Cassie.

## Tracce
Download digitale, CD promozionale (Europa, Stati Uniti)
1. Crawl – 3:56

CD singolo (Europa)
1. Crawl – 3:56
2. Graffiti – 5:12

## Classifiche
| Classifica (2009)         | Posizione massima |
| ------------------------- | ----------------- |
| Canada                    | 92                |
| Portogallo                | 42                |
| Regno Unito               | 75                |
| Regno Unito (R&B)         | 25                |
| Stati Uniti               | 53                |
| Stati Uniti (R&B/hip-hop) | 59                |